# Cativá
Cativá est une ville de la province de Colón, à l'est de l'entrée Atlantique du canal de Panama.
La population était de 34 282 habitants en 2008.